# Rensenware
Rensenware是一款感染搭载Windows操作系统的计算机的勒索软件。该勒索软件是由韩国的程序员許剛俊（허강준，Kangjun Heo）（网名“0x00000FF”）作为恶作剧开发的。2017年4月6日，有人发现了该病毒。程序的主界面使用了东方Project角色“村纱水蜜”的图像。Rensenware同其他勒索软件不同的是，它不要求受害人给病毒开发者付赎金来解锁加密文件，而是要求受害人在东方Project的弹幕游戏《東方星蓮船》中取得一定分数来解锁。

## 攻击方式
运行时，它会加密用户特定扩展名的文件。文件加密后，会出现无法关闭的警告窗口。该程序会强迫受害者游玩《東方星蓮船》，不过勒索软件中不包含游戏，故用户必须自行下载游戏，进入“Lunatic”难度（最高难度）并获得至少2亿分才能解密文件。程序会自动检测游戏进程“TH12”及累积的分数。在解密文件之前终止Rensenware主程序的话，用户将永久丢失其文件。 
对于受到影响的用户（包括被自己开发的程序感染的开发者），开发者开发了一个程序来“解密”这些文件（简单来说是注入游戏并修改分数中来“欺骗”TH12，以满足Rensenware程序的要求），对于那些想要防止感染的人，作者还创建了另一个程序。开发者还在GitHub上发布了一小部分源代码（不包含攻击部分代码）。